# Red Hat cluster suite
Пакет Red Hat cluster suite (RHCS) — серверное программное обеспечение.
Включает в себя два программных продукта: ПО для создания кластера высокой доступности (High-availability cluster) и ПО для создания кластера выравненной нагрузки (Load balancing cluster). Оба инструмента могут быть использованы на одной системе, хотя такой вариант использования маловероятен. Оба инструмента являются частью платформы для создания решений с гарантированным временем выполнения, с обменом сообщениями между бизнес-приложениями и/или создания среды распределенных вычислений Red Hat Enterprise MRG (Messaging, Real Time and Grid).

## Кластер высокой доступности
Пакет Red Hat cluster suite, если он сконфигурирован для создания кластера высокой доступности, пытается гарантировать доступность службы, контролируя все ноды кластера. Для запуска службы в таком случае все ноды кластера должны быть в соответствующей конфигурации и в состоянии коллективного обслуживания. Такое состояние перед запуском иногда определяется как «кворум» (Quorum).
Исходно контроль осуществляется через сетевое соединение, обычно Ethernet, хотя в случае сетевого отказа, кворум может быть достигнут и через вторичные методы, такие как совместно используемое дисковое пространство (shared storage) или multicast-запросы.
Сервисы, службы, файловые системы и сетевое состояние могут контролироваться и управляться пакетом RHCS в случае отказа.
Пакет RHCS принудительно завершает доступ ноды к службам или ресурсам, чтобы гарантировать, что нода и данные находятся в консистентном (согласованном) состоянии. Защита совместно используемых ресурсов выполняется по технологиям Fencing и STONITH.
В более новых версиях[какие?] Red Hat используются распределенный менеджер блокировок DLM (Distributed lock manager), выполняющего помодульную блокировку, что позволяет исключить «единую точку отказа». Более ранние версии использовали менеджера блокировок GULM (Grand Unified lock manager), который мог кластеризироваться, но всё ещё представлял собой «единую точку отказа», если ноды, действующие как серверы GULM, прекращали работу. GULM использовался последний раз в кластерном пакете Red Hat 4.

### Технические детали
- Поддержка до 128-ми нод (до 16-ти в Red Hat Enterprise Linux 3, 4 и 5)
- Основные поддерживаемые файловые системы: NFS (Unix), CIFS (Windows), GFS (различные операционные системы)
- Поддержка кластеров
- Поддержка совместно используемой памяти (Fully shared storage)
- Гарантия целостности данных (Comprehensive data integrity)
- Поддержка SCSI и оптоволоконных линий связи

## Кластер выравнивания нагрузки
Для реализации «Load balancing»-кластера в Red Hat интегрировано программное обеспечение выравнивания нагрузки Piranha.
Балансировка не требует специальной конфигурации приложений, вместо этого Red Hat Enterprise Linux server использует отдельный балансирощик, который выравнивает нагрузку на основе метрик и правил.

## Поддержка и жизненный цикл продукта
Поддержка Red Hat cluster suite привязана к версии операционной системы Red Hat Enterprise Linux и следует той же самой политике обслуживания.
У продукта нет никакой активации и ограничения по времени. Пакет RHCS продолжает работать после того, как срок поддержки закончился.
Пакет RHCS частично поддерживается ПО виртуализации VMware.

## История версий
Пакет RHCS в том или ином виде входит в состав Red Hat Enterprise Linux версий 2.1, 3, 4 и 5.
Файловая система GFS (Global File System) поддерживается в версиях 3 и выше.
ПО выравнивания нагрузки является адаптацией программного обеспечения с открытым кодом Piranha.